# Harald Ingholt
Kai Harald Ingholt (født 11. marts 1896 i København, død 28. oktober 1985) var en dansk nærorientalsk arkæolog.
Han var student fra Østre Borgerdyd Gymnasium 1914; fik Københavns Universitets guldmedalje (semitisk-østerlandsk filologi) 1918; blev cand.theol. 1922; Leach-Princeton Fellow ved Princeton University, USA 1922; studier i Paris (Procter Fellow fra Princeton) 1923; udgravninger i Palmyra 1924, 25 og 28; Thayer-Fellow ved den amerikanske arkæologiske skole i Jerusalem 1924-25; underinspektør ved Ny Carlsberg Glyptotek 1925-30; sekretær i Ny Carlsbergfondet 1927-30; dr.phil. (Studier over palmyrensk Skulptur) 1928; Lecturer of Archaeology ved det amerikanske universitet i Beirut og Curator for dettes arkæologiske museum 1931-38; leder af Carlsbergfondets udgravninger i Hama, Syrien 1931-38; docent i hebraisk ved Aarhus Universitet 1939-41; ledende senior for Studenterforeningen i Århus 1939-40: forelæsninger ved amerikanske universiteter 1941; ansat ved Yale University 1942.
Harald Ingholt begyndte sin videnskabelige løbebane i Palmyra, hvor han i 1920'erne studerede skulpturerne. Arbejdet førte til en doktorafhandling, som i dag stadig er et hovedværk om emnet. 1930-38 ledede han de store udgravninger i Hama i Syrien. Udgravningerne betød, at Harald Ingholt som en af de første kunne skrive det meste af Syriens arkæologiske historie. Han var tilknyttet først det amerikanske universitet i Beirut, senere Yale University som professor i arkæologi. Med sin store indsats var Harald Ingholt med til at grundlægge dansk nærorientalsk arkæologi.
Harald Ingholt var derudover bror til bankdirektøren Poul Ingholt.
Medlem af Det Kongelige Danske Videnskabernes Selskab og af Deutsches archäologisches Institut; udgiver af det arkæologiske tidsskrift Berytus. Ridder af Dannebrog og tildelt Kong Christian X' Fortjenstmedalje.
Udenlandsk orden: Médaille d'honneur du Mérite Syrien, 2. kl.